# Grue de Sibérie
Leucogeranus leucogeranus
Genre
Espèce
Synonymes
- Sarcogeranus leucogeranus

Statut de conservation UICN

 CR A3bcd : 
En danger critique
Statut CITES
La Grue de Sibérie (Leucogeranus leucogeranus) est une espèce de grands échassiers de la famille des Gruidae. Particulièrement menacée, cette espèce gracieuse niche en Sibérie et hiverne en Chine et en Inde.

## Généralités
Cette grue majestueuse mesure 140 cm de longueur et porte un plumage entièrement blanc à l'exception des plumes terminales noires des ailes, visibles en vol. Sa face dénudée ainsi que ses pattes sont rouge sang. Le bec, long et pointu, est rouge et noir, son iris, jaune vif. Le mâle est légèrement plus grand que la femelle. Les juvéniles n'ont pas la face dénudée et arborent un plumage blanc et roussâtre.
Cette espèce vit en petits groupes, que ce soit durant la période de reproduction, ou en hivernage. Comme les autres grues, elles se livrent à une parade nuptiale complexe : les couples se font face et chantent, écartent largement leurs ailes, tournoient, sautent, courent. Cependant ce comportement semble être présent chez les plus jeunes et serait donc peut être lié au développement musculaire de l'oiseau.
La grue de Sibérie, durant la période de reproduction, se nourrit principalement de baies, d'insectes, de petits rongeurs, et de poissons. Dans son lieu d'hivernation, elle se nourrit plutôt de matières végétales: pousses, tubercules.

## Habitat et répartition
Cette grue est l'une des plus spécialisées quant à son habitat. On la trouve sur son lieu de nidification dans les zones marécageuses, les prairies inondées peu profondes dans des espaces assez dégagés, avec très peu d'arbres. Elle est donc présente dans la toundra et la zone tampon entre toundra et taïga. Dans son lieu d'hivernage, elle préfère également les zones dégagées. Elle s'arrête parfois dans le delta de la Volga dans le territoire de la réserve naturelle d'Astrakhan.
Deux populations nicheuses sont présentes en Sibérie: Une population occidentale au sud de l'Obskaïa gouba, en Iamalie. L'autre population est présente entre les rivières Kolyma et Yana au sud des montagnes Morma, dans la République de Sakha. Les oiseaux migrent en direction de la Chine centrale et du nord de l'Inde principalement. En Chine, les grues prennent leurs quartiers d'hiver principalement autour du Yangzi et du lac Poyang. En Inde, le Keoladeo National Park fut la principale zone d'hivernage jusqu'en 2001, dernière année où des oiseaux ont pu y être observés. La population occidentale par contre hiverne à Fereydoon Kenar et Esbaran en Iran.

## Menaces et conservation

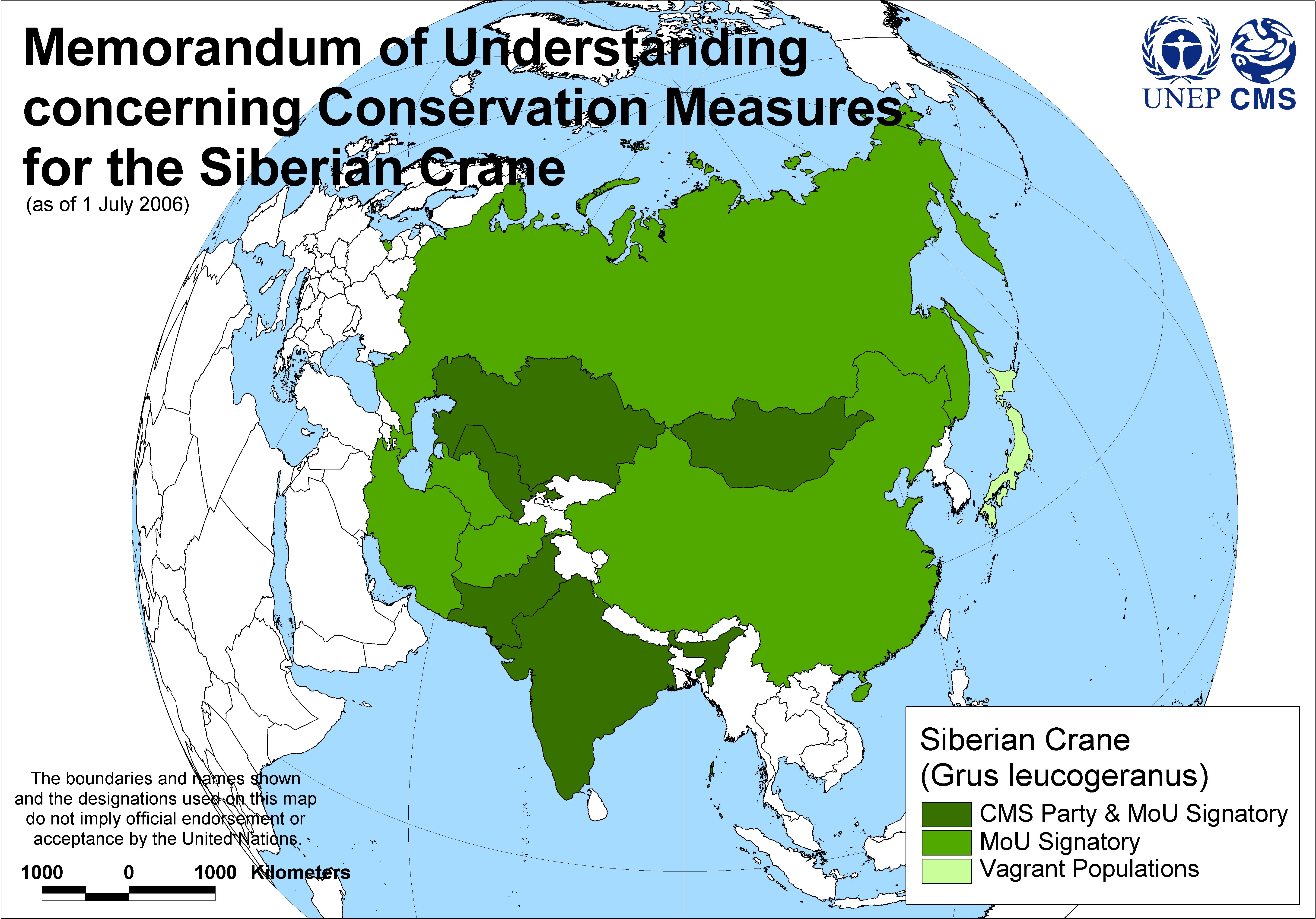
Cartographie des parties prenantes et signataires du Memorandum sur la conservation la Grue de Sibérie (état 2006)

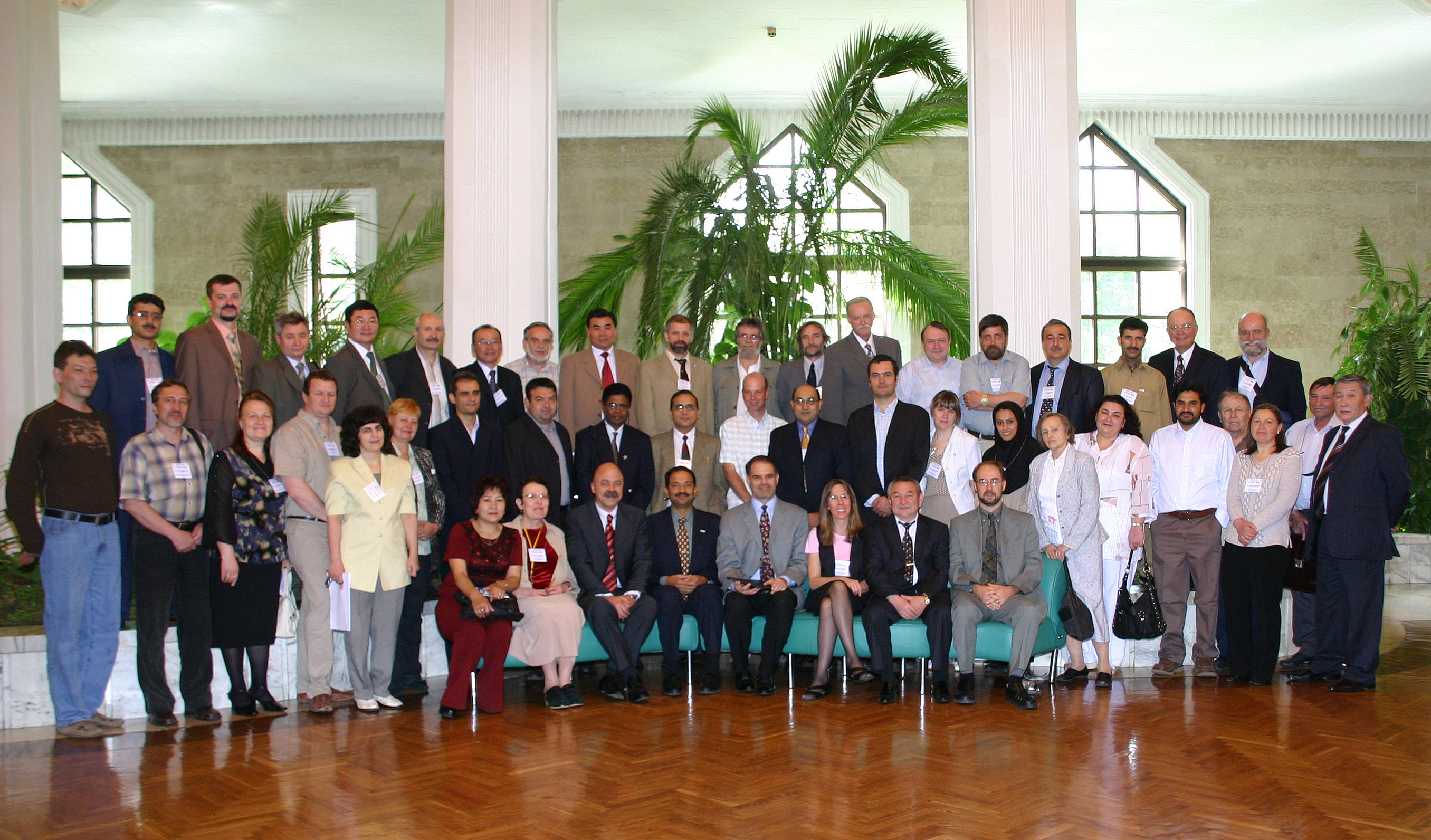
Sixième rencontre des signataires du memorandum sur la conservation de la Grue de Sibérie (Siberian Crane MoU), à Almaty au Kazakhstan en mai 2007

Comme dit précédemment, cette espèce est en danger. La population mondiale est estimée à 3 200 à 4 000 individus et en déclin très rapide et presque tous regroupés en un seul noyau de population. C'est la grue la plus menacée du monde sur les 15 espèces de grues connues. Elle est considérée comme en danger critique d'extinction (CR) dans la nature. Les lieux de ponte subissent peu l'influence de l'homme, car le nord de la Sibérie est peu peuplé et peu exploité ;  ce sont les zones d'hivernage qui présentent les plus gros risques. Ces marécages où hivernent les grues subissent des assèchements importants pour en faire des terres agricoles. Le barrage des Trois-Gorges a de plus modifié le fonctionnement du Yangzi inférieur. En Inde, la menace vient aussi de l'utilisation croissante et massive de pesticides et d'engrais. La chasse (braconnage) est le risque le plus important,  pour les populations occidentales même si ces oiseaux sont protégés. La chasse à la grenaille de plomb (contemporaine ou ancienne) d'autres espèces sur le même territoire est également source de saturnisme aviaire.
Les mesures prises et à prendre sont principalement le maintien et la protection des zones marécageuses où hivernent ces grues. L'augmentation des populations captives dans les parcs zoologiques offre un espoir pour la sauvegarde de l'espèce. Pour enrayer son déclin, des œufs prélevés en Sibérie ont été incubés aux États-Unis. La chasse et de manière générale la chasse aux cartouches de grenaille de plomb bien sûr doit être réduite. Les scientifiques russes tentent d'utiliser les mêmes méthodes qui ont permis aux Américains de stimuler la croissance de la grue blanche aux États-Unis.
Un programme de connaissance, protection et de restauration est en cours pour cette espèce, cadré par un mémorandum international, établi et signé sous l'égide de la Convention de Bonn et de l'ONU
En avril 2021, le gouvernement chinois annonce que la population en Chine est passé de 210 individus à 4500.